# Soccer Dog: European Cup
Soccer Dog: European Cup (en Latinoamérica El perro futbolista 2: La copa europea y en España Un delantero muy peludo 2) es una película estadounidense estrenada en 2004. Es la secuela de Soccer Dog: The Movie y se centra en Lincoln, un perro con un talento especial para jugar al fútbol.

## Sinopsis
La película trata sobre Lincoln, el perro mascota de un chico llamado Clay, que viaja a Escocia y entra a formar parte de un equipo de fútbol infantil que nunca ha logrado ganar ningún partido. Lincoln se cuela en uno de los entrenamientos del equipo y los chicos descubren su talento para el fútbol, gracias al cual logran empezar a ganar.

## Reparto
- Nick Moran - Brian McGreggor
- Jake Thomas - Zach Connolly
- Lori Heuring - Veronica Matthews
- Scott Cleverdon - Alex Foote
- Orson Bean - Alcalde Milton Gallagher
- Frank Simons - Dr. Oddlike
- Jack McGee - Knox
- Vince Grant - Roy Richardson
- Eric Don - Micky
- Jeremy Howard - Dickie
- Eric Jacobs - Angus
- John Kassir - Quint

## Doblaje
| Personaje                | Doblaje Latinoamérica | Doblaje España          |
| ------------------------ | --------------------- | ----------------------- |
| Bryan McGreggor          |                       | Claudio Serrano         |
| Zach Connolly            |                       | Adolfo Moreno           |
| Alex Foote               |                       | Roberto Encinas         |
| Alcalde Milton Gallagher |                       | Julio Núñez             |
| Dr. Oddlike              |                       | Roberto Cuenca Martínez |
| Knox                     |                       | Javier Franquelo        |
| Roy Richardson           |                       | Miguel Ayones           |